# Miodrag Stefanović
Miodrag Stefanović (in serbo Миодраг Стефановић?; 20 ottobre 1922 – 1º dicembre 1998) è stato un cestista, allenatore di pallacanestro e arbitro di pallacanestro jugoslavo.

## Carriera
Con la Jugoslavia ha disputato i Campionati europei del 1947.
Da allenatore ha guidato l'Austria ai Campionati europei del 1951 e la Jugoslavia femminile a quelli del 1962 e del 1964.
Ha preso parte, come arbitro, alle Olimpiadi di Helsinki 1952.

## Palmarès

### Giocatore
- YUBA liga: 1

Stella Rossa Belgrado: 1946